# چن زن (شخصیت)
چن زن (به انگلیسی: Chen Zhen) نام شخصیتی است که اولین بار نای کوآنگ آن را خلق کرد و در سال ۱۹۷۲ میلادی در فیلم مشت خشم، بروس لی در این نقش ظاهر شد . تا به امروز بازیگران بیشماری در فیلم های مختلف نقش چن زن را ایفا کرده‌اند که از مهمترین آن ها جت لی در فیلم مشت افسانه‌ای و دانی ین در فیلم افسانه مشت: بازگشت چن زن بوده است .

## فیلم
- مشت خشم ( در امریکا تحت عناوین ارتباط چینی و دست آهنین و در ایران تحت عنوان خشم اژدها ) با بازی بروس لی در نقش چن زن
- ضربه نهایی جدید با بازی جکی چان در نقش برادر چن زن
- مشت افسانه‌ای با بازی جت لی در نقش چن زن
- افسانه مشت: بازگشت چن زن با بازی دانی ین در نقش چن زن

و ...

## تلویزیون
- The Legendary Fok با بازی بروس لیونگ در نقش چن زن
- مشت با بازی بروس لیونگ در نقش چن زن
- ضربه نهایی (مجموعه تلویزیونی) با بازی دانی ین در نقش چن زن
- چن زن (فیلم) با بازی بروس لیونگ در نقش چن زن

و ...